# Gouken
Gouken (剛拳 Gōken "puño fuerte") es un personaje de ficción de la serie de videojuegos de lucha Street Fighter. Fue el maestro de Ryu, de Ken Masters, Dan Hibiki y Retsu. Este personaje tiene importancia en los backstories de la trama del juego.
Gouken, al igual que su hermano Gouki (Akuma en la versión occidental) y el padre de Dan, Gou Hibiki, fueron entrenados por un poderoso guerrero llamado Goutetsu, el cual aprendió y dominó una técnica de combate llamada ansatsuken, depurándola del lado oscuro que esta tenía, la llamada Satsui no Hadou.

## Desarrollo
Si bien la historia de fondo de las primeras entregas de la serie Street Fighter estableció que Ryu y Ken se entrenaron con el mismo maestro de artes marciales y que el maestro fue asesinado por su hermano, la identidad de este personaje originalmente no tenía nombre. El manual de instrucciones de las versiones norteamericana y europea de Street Fighter II para SNES identificó al maestro de Ryu y Ken con el nombre de Sheng Long, un nombre derivado de una mala traducción de la frase de victoria de Ryu en la versión arcade del juego ("Debes derrotar a Sheng Long para tener una oportunidad"), que también fue la base del personaje engañoso del mismo nombre. Sheng Long se usó más tarde como el nombre del maestro de Ryu y Ken en Malibu Comics and Street Fighter: The Movie.
Gouken como personaje se concibió originalmente en el manga de Masaomi Kanzaki, Street Fighter II: Ryu, una adaptación del Street Fighter II original que se mostró en la revista Family Computer de Japón (y luego se adaptó al inglés con el título simplificado Street Fighter II). Más tarde, Capcom reveló a Gouken como un personaje jugable para Street Fighter IV.[3] Su presencia en el juego se insinuó meses antes de su aparición oficial en el juego, con la gerente de proyecto de Street Fighter IV, Natsuki Shiozawa, mostrando una ilustración en silueta en su blog, afirmando que el personaje era "Sheng Long", así como el personaje que aparece en un adelanto animado para las versiones de consola de Street Fighter IV y en el final de Akuma en el juego. Esto fue corroborado por los comentarios que el productor de Street Fighter IV, Yoshinori Ono, hizo en una entrevista publicada en la edición de enero de 2008 de Electronic Gaming Monthly, en la que el editor ejecutivo Shane Bettenhausen interpretó que esto significaba la aparición planificada de Sheng Long o Gouken en Street Fighter IV. Más tarde, Ono confirmó en una entrevista con la revista Play que la inclusión de Gouken en el título era un servicio de fans en respuesta a los fans que solicitaban la presencia de Sheng Long en el juego.

## Apariencia
Por lo general Gouken es representado como un hombre de gran barba, que lleva la sarta de cuentas sobre su cuello y un gi de karate con el kanji mu (無), cosido a la espalda. Su vestimenta es muy similar a la de su hermano Gouki.

## Rivalidad entre Gouken y Akuma (Gouki)
Durante el riguroso y arduo entrenamiento, Gouken demostró ser lo suficientemente capaz de dominar su estilo destacándose como el mejor alumno, mientras que su hermano Akuma (Gouki), quien siempre era derrotado por Gouken, comenzó a tener muchas ansias de ser más y más poderoso a cualquier costo para derrotarlo. Hacia el final de su entrenamiento, Goutetsu habló a sus discípulos sobre la existencia de la técnica oscura llamada "Satsui no Hadou" que antes formaba parte del Ansatsuken pero que él decidió nunca ponerla en práctica debido a que la maldad de estas técnicas terminaba poseyendo a quienes las ejecutaban, por lo que la prescribió como prohibida. Al conocer esto Akuma (Gouki) comenzó a dejarse arrastrar por el deseo de aprender el Satsui no Hadou la cual era la variante oscura del estilo de ellos, para así de una vez por todas superar a su hermano.
Una vez que ambos hermanos dominaron las técnicas fundamentales y el entrenamiento finalizó, Akuma (Gouki) convence a Go Hibiki para que roben los escritos que poseía Goutetsu sobre el lado oscuro de aquel estilo de lucha, con lo que después de aprender hasta el poderoso Shun Goku Satsu se fueron por distintos caminos.
El poder de Akuma (Gouki) creció mucho por lo que comenzó a buscar retadores poderosos. Un día retó a su propio maestro y en una ardua batalla, Akuma (Gouki) le dio muerte utilizando el Shun Goku Satsu.
Al encontrar a su maestro muerto, Gouken se enfureció y decidió pelear contra su hermano, a pesar de que Akuma (Gouki) utilizó las técnicas del Satsui no Hadou, Gouken logró derrotarlo pero no le dio muerte, por lo que Akuma (Gouki) juró regresar un día para vengar su derrota. Desde entonces ambos hermanos estaban destinados a encontrarse y luchar una vez más para demostrar cual de las dos técnicas era más poderosa y cual habría de prevalecer o quedar olvidada.

## Entrenamiento de Ryu, Ken, Dan y Retsu
Tiempo después, Gouken decidió asentarse en un dojo en unas montañas de Japón. Contaba por entonces ya con un discípulo llamado Retsu. Un día encontró que en la puerta del dojo alguien había dejado a un pequeño bebé, el cual tenía una hoja de papel que decía Ryu, así que decidió tenerlo como un hijo y entrenarlo para que llegase a aprender y dominar el estilo. Con el pasar del tiempo, un viejo amigo suyo decidió mandar a su hijo al dojo de Gouken para que entrenase, el nombre del muchacho era Ken.
Al poco tiempo, Gouken recibió al hijo de su antiguo compañero Gou, se trataba de Dan Hibiki y junto a él, una mala noticia, su viejo amigo había muerto en las manos de Sagat. Sin embargo, el entrenamiento de Dan no llegó a término dado que Gouken se percató de que Dan estaba cegado por el deseo de vengar a su padre y por más que este lo llamaba a dejar esos anhelos, Dan no obedecía, al ver esto, Gouken decidió no enseñar más a Dan y lo expulsó del dojo, para que así este no siguiera los pasos de su padre y terminase poseído por el Satsui no Hadou.
Con el paso del tiempo Ken y Ryu se hicieron muy buenos amigos y ambos vieron a Gouken como una figura paterna a la cual admiraban y respetaban.
Se escuchó de un torneo que estaba organizando el autodenominado Emperador del Muay Thai, Sagat, para ver quién era el hombre más fuerte del mundo. Ryu y Retsu decidieron participar, por su parte Ken participaría en un torneo de artes marciales en Estados Unidos.

## Enfrentamiento final entre Gouken y Akuma (Gouki)
Transcurrió cierto tiempo de la partida de Ryu y Ken cuando un día apareció en las afueras la figura de un personaje conocido por Gouken. Se trataba de Akuma (Gouki), quien había regresado para vengarse como lo había jurado desde la última vez que se enfrentaron. El combate entre los dos hermanos era inevitable y comenzó muy pronto, pero estaba vez Akuma (Gouki) no era el mismo de antes, sus habilidades se habían incrementado enormemente. A pesar de que Gouken utilizó todo su poder, no fue rival para la supremacía de Akuma (Gouki); cansado y malherido, Akuma (Gouki) decidió terminar de una vez por todas con su antiguo rival y utilizando la técnica máxima del Satsui no Hadō, la Shun Goku Satsu le dio muerte.
Mientras tanto, Ken regresó al dojo tan solo para observar como el cuerpo inerte de su maestro caía al suelo a manos de Akuma (Gouki). Enfurecido decidió enfrentarse ante aquel extraño oponente, pero Akuma (Gouki), considerando a Ken un rival muy ínfimo, de un solo golpe lo sacó de combate.
Cuando Ryu retornó al dojo de su maestro para contarle lo que le pasó en el torneo, se encontró con la penosa sorpresa de que su maestro había muerto a manos de un poderoso contrincante, por lo que decidió buscarlo para hacerle pagar por la muerte de su maestro.
En Street Fighter IV, se ve a Gouken en una montaña observando a Ken y Ryu tomando sus respectivos caminos, por lo que se demuestra que no murió a manos de Akuma (Gouki), sino que solo se quedó inconsciente. Durante el torneo analiza de cerca a sus pupilos, entrando en acción cuando se percata de que Ryu comienza a transformarse en Evil Ryu debido a la influencia de una máquina con el ki de Bison. Así, Gouken entra en escena y derrota a Ryu de forma holgada. Este surgimiento de ki maligno por parte de Ryu fue percibido por Akuma (Gouken), quien no tardó en aparecer en el lugar encontrándose, estupefacto, con la nueva de que su hermano y archirrival estaba vivo. Decide enfrentarse a muerte contra este, y el ganador de la pelea entrenaría a Ryu. Después de salvar a Chun-Li, Gen observa esta pelea y decide incluirse en la lucha, ya que no puede permitir que otra persona fuera de él, de muerte a Akuma (Gouki). Aún no se sabe el resultado de esta titánica contienda.
Tras la pelea, se da a entender que Ryu no siguió a Akuma (Gouki), y posteriormente, Gouken le enseñó las técnicas del Shin Shoryūken y el Denjin Hadōken, en algún punto después del torneo de Super Street Fighter Arcade Edition, así como sellar el Satsui no Hadō que estaba consumiendo a Ryu.
Después de la batalla, Gouken se retira del torneo sin despedirse de sus alumnos, éstos lo siguen y le piden que se quede, a lo que les responde que ya son mayores y que ya no necesitan a un maestro. Ken le pide a Ryu que le diga algo, y Ryu contesta que es grato verlo nuevamente, Ken le reclama, persuadiéndole de que le diga algo más, Gouken les responde que si quieren acarrear agua, a lo que Ryu y Gouken terminan riéndose, esto les hace recordar que aquellos días entrenaron arduamente.

## Habilidades y Estilo de Lucha
Gouken al ser el Sensei (Maestro) de Ryu, Ken, Retsu y Dan, posee el mismo estilo del Ansatsuken, aunque más parecido al de Ryu, por qué el conserva las raíces de este arte; y comparte variaciones de ataques de Akuma, porque tuvieron el mismo Maestro:

### Ataques Únicos
Sakotsukudaki (Collarbone Crushing / Aplastiento de Clavícula): Consiste en un golpe descendente a la clavícula con el canto (borde externo) de la mano, muy parecido al Zugaihasatsu de Akuma pero con la mano cercana, aunque más parecido al de Kage ya que solo golpea una vez. Su Input es adelante y Puño Medio. Es un Overhead, por lo que debe bloquearse parado y no agachado.
Tenmakūjinkyaku (Leg Blade Air Demon Sky / Pierna Afilada Aérea del Demonio del Cielo): Es una patada descendente con el canto (borde externo) del pie en el aire. Su Input es abajo y Patada Media en el punto más alto del salto adelante.

### Ataques Especiales
Gohadōken (Great Surge Fist / Fuerte Puño Aural): Es una concentración de energía corporal o Kí en las manos en forma de bola disparada a distancia. El Gohadōken, como su nombre lo indica, es una versión mejorada del Hadōken de Ryu y Ken, pero que usa Mū no Ken en lugar de Satsui no Hadō, como Akuma. Es de tonalidad levemente morada y lo dispara con una sola mano. Dependiendo del botón de puño presionado, pasa de ser recto a dispararse a un ángulo de 45°, y en su versión EX dispara uno recto y otro a 45°.
Senkū Goshōha (Flashing Air Strong Piercing Wave / Fuerte Aura de Palma Aérea Destellante): Se trata de una variación del Ashura Senkū de Akuma, en la que Gouken avanza y golpea al rival en la cara con la palma, como el de Balrog, pero a diferencia de este tiene la habilidad para esquivar los proyectiles y al impactar lanza al rival. En su versión EX, es más rápido, y al impactar, da un paso adelante, golpeando al rival con la otra mano (igual al Kongoken de Akuma) y eleva al rival dejándolo a merced de la posibilidad de combinar un Shin o un Kinjite Shoryūken.
Tatsumaki Gorasen (Tornado Strong Spiral / Fuertes Espirales Huracanados): Gouken inicia con una patada alta con la pierna lejana, después cambia de pierna, realizando un Tatsumaki Senpūkyaku elevándose en el sitio y termina con una patada alta cambiando de pierna de nuevo. Llega a la altitud máxima de la pantalla.
Kuchū Tatsumaki Senpūkyaku (Air Tornado Whirlwind Leg o Piernas Torbellino Huracanadas en el Aire): Consiste en una serie de patadas giratorias tan rápidas que mantienen la suspensión en el aire. Es una versión del Tatsumaki Senpūkyaku que mantiene a Gouken suspendido en el aire, como si tratara de la versión de Ryu y Ken en el suelo, pero después del salto.
Kongoshin (Diamond Body / Cuerpo de Diamante): Gouken realizará un Parry que si bloquea un movimiento, lo contrarestara con un fuerte pisotón que lanzará al oponente. El Kongoshin puede bloquear cualquier ataque físico, pero la dirección depende del puño presionado: si es con el ligero, bloquea los ataques los bajos, si es medio, bloquea los medios y si es con el fuerte los altos, mientras que en su versión EX, los bloquea de todas las direcciones.
Hyakkishū (Hundred Ogre Assault / Asalto de los Cien Ogros): Conocido de manera simplicidad cómo "Demon Flip", es un salto adelante en forma de rueda giratoria, originalmente utilizado por Akuma, que se puede continuar de distintas formas:
- Hyakki Gozan (Hundred Ogre Strong Slash / Fuerte Cuchillada de los Cien Ogros): Si no se realiza nada, Gouken hará un barrido bajo con una patada al llegar al suelo.

- Hyakki Gojin (Hundred Ogre Strong Blade / Fuerte Espada de los Cien Ogros): Realizado presionando Patada en el aire, Gouken de detendrá y hará un Tenmakūjinkyaku.

- Hyakki Goheki (Hundred Ogre Strong Wall / Fuerte Muralla de los Cien Ogros): Realizado presionando Puño en el aire, Gouken seguirá avanzando y hará un Parry.

- Hyakki Gosai (Hundred Ogre Strong Smash / Fuerte Colicion de los Cien Ogros): Realizado presionando agarre (Puño y Patada Ligera) cerca del oponente en el suelo, Gouken lo tomara por la cabeza para le dará un rodillazo desde atrás y golpearlo con la mano en el suelo.

### Super y Ultra Combos
Kinjite Shoryūken (Forbidden Hand Rising Dragon Fist / Puño del Dragon ascendente de la Mano Prohibida): Consiste en que Gouken continua el primer golpe del Shin Shoryūken en un Shouryūken de multigolpes de 8 Hits de Combo, pero con una Input Independiente.
Shin Shoryūken (True Rising Dragon Fist / Puño del Dragon Ascendente Verdadero): Técnica máxima de Gouken. Comienza con un Shoryūken incompleto al abdomen, que levanta al oponente de sus pies, pero después cambia al otro brazo, golpeando a la mandíbula y culmina levantando el brazo con un Shoryūken quedando de frente al jugador.
Dejin Hadōken (Electric Surge Fist / Puño Aural Eléctrico): Técnica de Gouken que ejecuta como una versión mejorada del Shinkū Hadōken, en la que lo carga de tanta energía que se vuelve eléctrico. Es un Ataque Imbloqueable.

## Shin Gouken
Shin Gouken (真・剛拳?) es Gouken usando al 100 % sus habilidades; es decir, el auténtico Gouken con más poder y técnicas aún más letales. Se dice que no había mostrado su verdadero poder para no poner en riesgo la vida de sus oponentes, es por eso por lo que se contiene a sí mismo en un 90% (esto debe tomarse en cuenta puesto que si una shekugoshoha golpea al oponente, este sale disparado por el aire). Como habilidades extra su Gohadoken golpea dos veces sin necesidad de cargar, Senkugoshoha tiene armadura y su Denjin Hadoken carga mucho más rápido y si es bloqueado marea al instante al adversario.
Hoduken
Es una bola de fuego o agua que se hace por medio de rayos de las nubes. Akuma sube el nivel de los hadoukens, al pasar al 2o nivel puede mandar hadokens de hasta 4 hits, mientras que Gouken manda hasta 2 o 3 hadoukens.